# 松青超市
松青超市，是日本一家連鎖超級市場。1850年成立。

## 歷史沿革
- 1850年（嘉永三年）， 松葉屋創業。
- 1950年（昭和25年）11月6日，松清本店設立。
- 1971年（昭和46年）11月，MATSUSEI設立。
- 1979年（昭和54年），松清本店與MATSUSEI品牌合併。
- 1992年（平成4年）5月1日，更名FRESSAY。

## 關聯條目
- 松青超市 (台灣)：1986年與台灣味全食品成立松青商業股份有限公司，2016年併入全聯福利中心。

## 外部連結
- 松青超市 （页面存档备份，存于）